# Religioni in Algeria
La religione più diffusa in Algeria è l'islam. Le diverse statistiche stimano la percentuale dei musulmani fra il 98% e il 99% della popolazione. Alcune stime danno i musulmani al 99% della popolazione, mentre il restante 1% della popolazione segue altre religioni (principalmente il cristianesimo e l'ebraismo) o non segue alcuna religione. Un'indagine statistica del 2010 dava in particolare l'islam al 99% della popolazione e come seconda religione il cristianesimo, seguito dallo 0,8% della popolazione; il restante 0,2% della popolazione seguiva altre religioni.Una stima del 2015 dell'Association of Religion Data Archives (ARDA) ha dato i musulmani al 98,3% della popolazione, i cristiani allo 0,1% della popolazione e coloro che seguono altre religioni allo 0,2% della popolazione, mentre l'1,4% della popolazione non segue alcuna religione.

## Religioni presenti

### Islam
I musulmani algerini sono in maggioranza sunniti malikiti; è presente anche una minoranza di sciiti e di ibadi. 

### Ebraismo
In Algeria era presente una consistente comunità ebraica, ma dopo la Guerra d'Algeria e l'indipendenza del Paese si è verificata un'emigrazione di massa verso la Francia e Israele.

### Bahaismo
In Algeria è presente un piccolo gruppo di bahai. Essi non sono finora riconosciuti, essendo considerati una setta eretica dell'islam, per cui possono praticare la loro fede solo in privato. 

### Altre religioni
In Algeria vi sono piccolissimi gruppi di seguaci del buddhismo e della religione tradizionale cinese, costituiti da immigrati di origine asiatica.